# Fairford (Alabama)
Fairford es un lugar designado por el censo ubicado en el condado de Washington en el estado estadounidense de Alabama. En el año 2010 tenía una población de 186 habitantes.

## Geografía
Fairford se encuentra ubicado en las coordenadas 31°10′6″N 88°3′51″O / 31.16833, -88.06417.